# Smutník jílkový
Smutník jílkový (Penthophera morio) je druh nočního motýla z čeledi Erebidae, vyskytující se také na území České republiky.

## Popis
Dospělci se vyznačují výrazným pohlavním dimorfismem. Samci jsou plně okřídlení, rozpětí křídel se pohybuje mezi 25–30 mm. Křídla jsou černá, mírně průsvitná. Nápadný je také pár dvojitě hřebenitých tykadel. Samice jsou zavalité (podobně jako samice štětconošů), křídla mají zakrnělá a prakticky nefunkční.
Housenka je sametově černá, podélně i příčně žlutě pruhovaná. V několika řadách po těle probíhají pomerančově zbarvené bradavky, ze kterých vyrůstají chomáčky krátkých šedých chlupů.

## Rozšíření
Smutník jílkový se vyskytuje zejména ve střední až východní Evropě – kromě Česka také na Slovensku, v Maďarsku, Rumunsku, Bulharsku, stále ještě také na severovýchodě Itálie a na východě Rakouska. Populace v jižním Bavorsku a západním Rakousku už jsou považovány za vyhynulé. V České republice leží těžiště výskytu druhu na jihovýchodě Moravy.

Biotopově je závislý na rozsáhlých travnatých plochách, zejména extenzivně využívaných pastvinách a lukách.

### Ohrožení a ochrana
V Červeném seznamu bezobratlých ČR (2017) je smutník jílkový veden jako zranitelný druh. Ohrožení pro něj představuje intenzifikace zemědělství a ztráta oblastí obhospodařovaných tradičním způsobem.

## Bionomie
Během roku vytváří jednu generaci. Motýli žijí od dubna do července. Samci poletují za slunečných dnů nízko nad porostem, ve kterém hledají lezoucí samičky. Po spáření klade samička jednu hromadnou snůšku vajíček, do které přidává chloupky ze svého zadečku. Vylíhnuté housenky se živí rozličnými trávami, zejména z čeledí lipnicovitých, vzácněji i šáchorovitých. Líhnou se v září, zimu přečkávají v klidovém stádiu a na jaře pokračují v žíru. Kuklí se zpravidla v dubnu (ojediněle i později) v řídkém zámotku na zemi nebo v trávě.

## Galerie

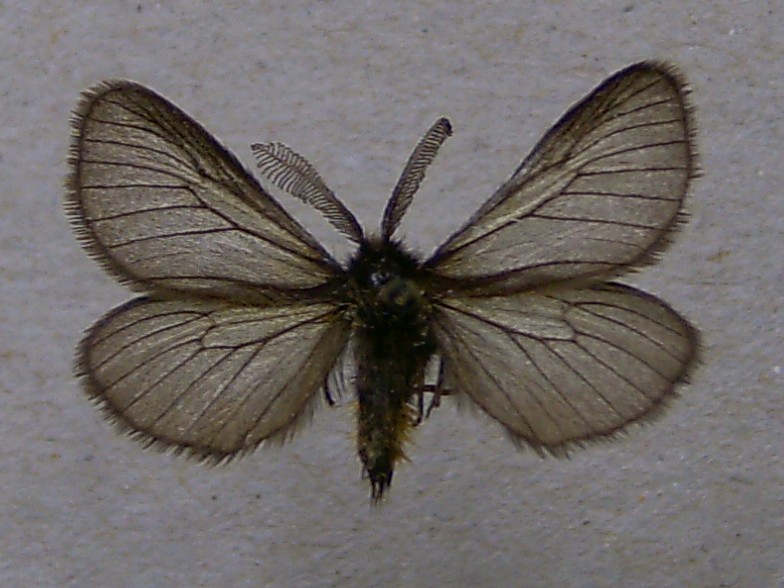
Samec (sbírkový exemplář)
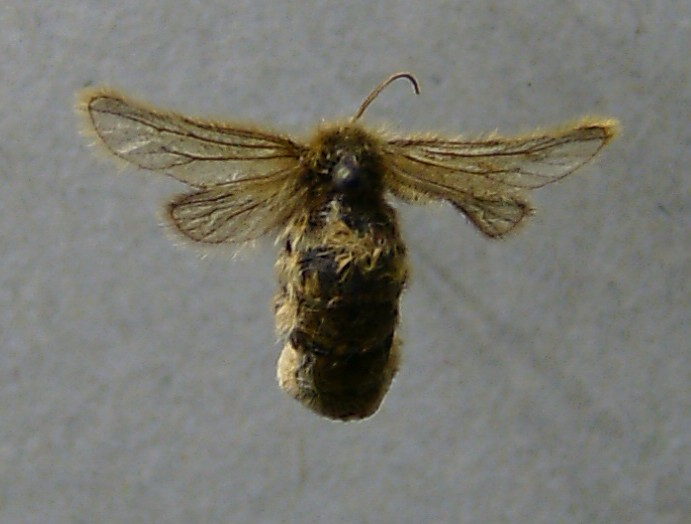
Samice (sbírkový exemplář)
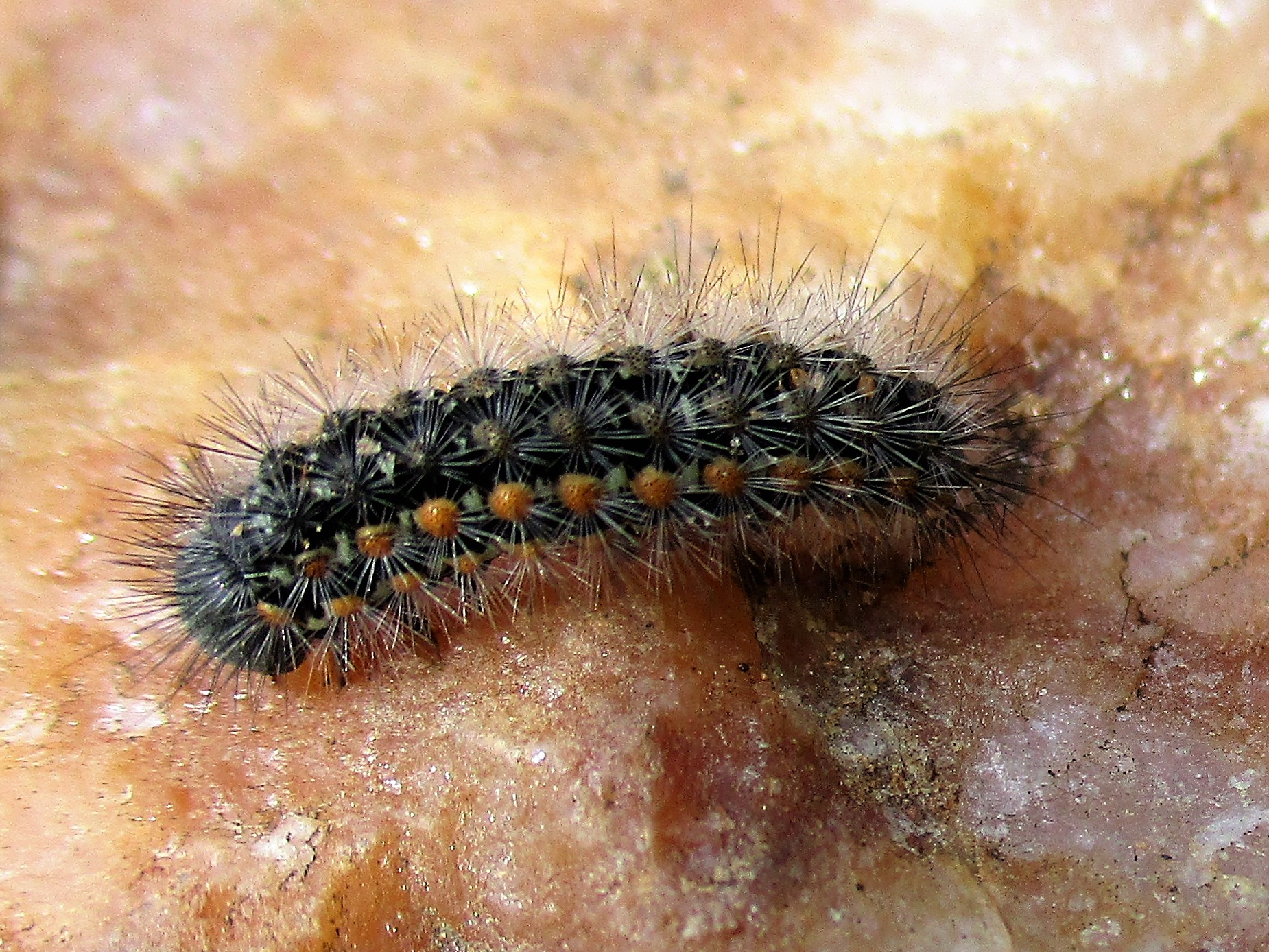
Housenka
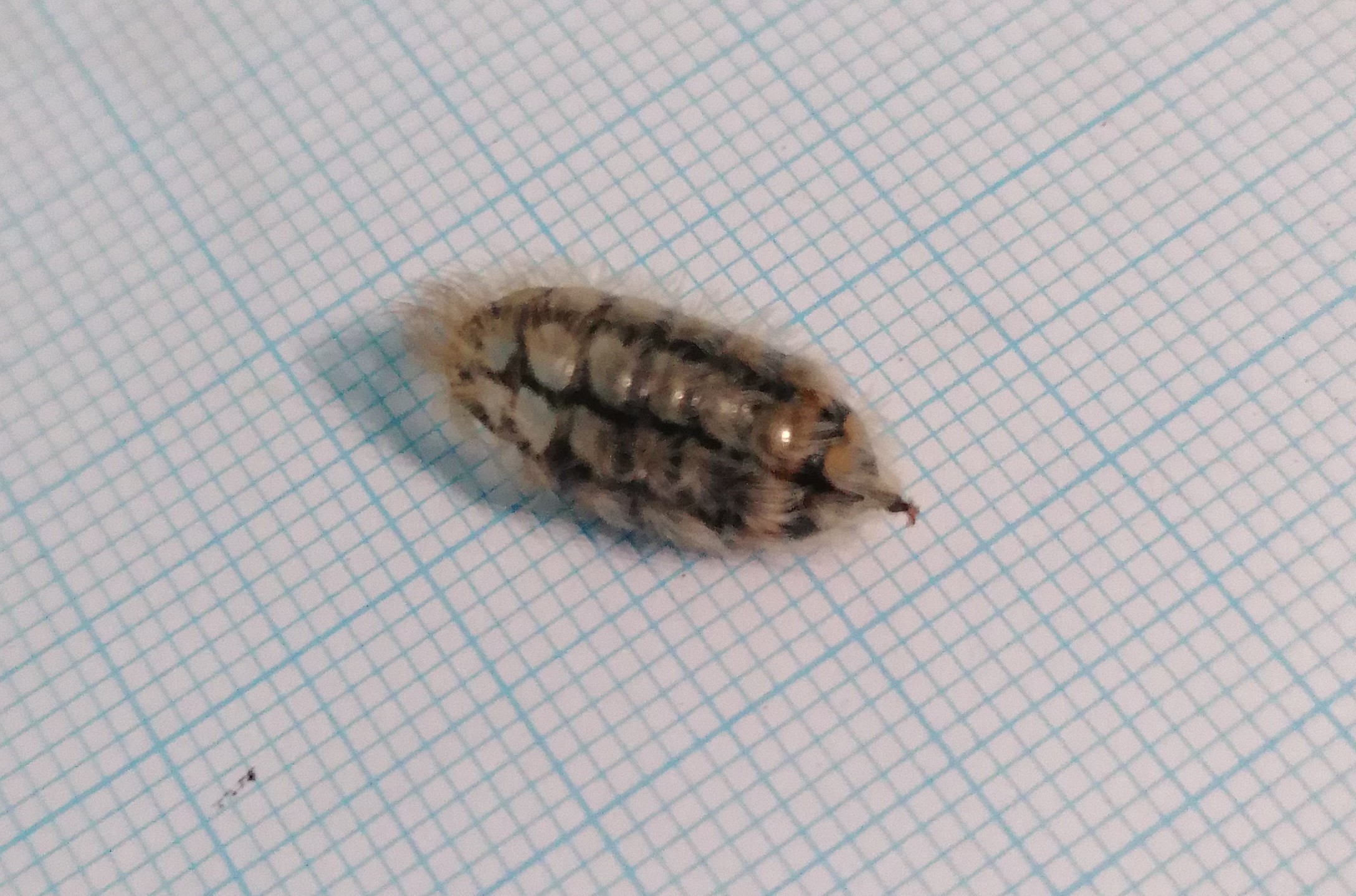
Kukla